# Basketball-Bundesliga 2003-2004
La Basketball-Bundesliga 2003-2004 è stata la 38ª edizione del massimo campionato tedesco di pallacanestro maschile. La vittoria finale è stata ad appannaggio dell'Opel Skyliners Frankfurt.

## Stagione regolare
|     | Squadra                     | G  | V  | P  | Pt. | Qualificazione                         |
| --- | --------------------------- | -- | -- | -- | --- | -------------------------------------- |
| 1.  | Alba Berlin                 | 28 | 20 | 8  | 40  | playoffs                               |
| 2.  | Telekom Baskets Bonn        | 28 | 19 | 9  | 38  | playoffs                               |
| 3.  | Opel Skyliners Frankfurt    | 28 | 19 | 9  | 38  | playoffs                               |
| 4.  | EWE Baskets Oldenburg       | 28 | 19 | 9  | 38  | playoffs                               |
| 5.  | GHP Bamberg                 | 28 | 17 | 11 | 34  | playoffs                               |
| 6.  | RheinEnergie Köln           | 28 | 15 | 13 | 30  | playoffs                               |
| 7.  | TBB Trier                   | 28 | 15 | 13 | 30  | playoffs                               |
| 8.  | Bayer Giants Leverkusen     | 28 | 14 | 14 | 28  | playoffs                               |
| 9.  | Artland Dragons Quakenbrück | 28 | 14 | 14 | 28  |                                        |
| 10. | Iceline Karlsruhe           | 28 | 12 | 16 | 24  |                                        |
| 11. | Energy Braunschweig         | 28 | 11 | 17 | 22  |                                        |
| 12. | TSK Würzburg                | 28 | 10 | 18 | 20  |                                        |
| 13. | EnBW Ludwigsburg            | 28 | 8  | 20 | 16  |                                        |
| 14. | Gießen 46ers                | 28 | 7  | 21 | 14  |                                        |
| 15. | Mitteldeutscher             | 28 | 10 | 18 | 20  | retrocesse in 2. Basketball-Bundesliga |
| 16. | Brandt Hagen                | 28 | 0  | 0  | 0   | retrocesse in 2. Basketball-Bundesliga |

## Playoff
|  | Quarti di finale | Quarti di finale | Quarti di finale  |                   |                   | Semifinali   | Semifinali | Semifinali |  |  | Finali | Finali   | Finali |
|  |                  |                  |                   |                   |                   |              |            |            |  |  |        |          |        |
|  | 1.               | Alba Berlino     | 3                 |                   |                   |              |            |            |  |  |        |          |        |
|  | 8.               | Bayer Leverkusen | 1                 |                   |                   |              |            |            |  |  |        |          |        |
|  | 8.               | Bayer Leverkusen | 1                 |                   | 1.                | Alba Berlino | 2          |            |  |  |        |          |        |
|  |                  |                  |                   |                   | 1.                | Alba Berlino | 2          |            |  |  |        |          |        |
|  |                  | 5.               | Bamberga          | 3                 |                   |              |            |            |  |  |        |          |        |
|  | 4.               | 5.               | Bamberga          | 3                 | EWE Oldenburg     | 0            |            |            |  |  |        |          |        |
|  | 4.               |                  |                   |                   | EWE Oldenburg     | 0            |            |            |  |  |        |          |        |
|  | 5.               | Bamberga         | 3                 |                   |                   |              |            |            |  |  |        |          |        |
|  |                  |                  |                   |                   |                   |              |            |            |  |  | 5.     | Bamberga | 2      |
|  |                  |                  | 3.                | Skyl. Francoforte | 3                 |              |            |            |  |  |        |          |        |
|  | 2.               | Telekom Bonn     | 3                 |                   |                   |              |            |            |  |  |        |          |        |
|  | 7.               | TBB Treviri      | 1                 |                   |                   |              |            |            |  |  |        |          |        |
|  | 7.               | TBB Treviri      | 1                 |                   | 2.                | Telekom Bonn | 2          |            |  |  |        |          |        |
|  |                  |                  |                   |                   | 2.                | Telekom Bonn | 2          |            |  |  |        |          |        |
|  |                  | 3.               | Skyl. Francoforte | 3                 |                   |              |            |            |  |  |        |          |        |
|  | 3.               | 3.               | Skyl. Francoforte | 3                 | Skyl. Francoforte | 3            |            |            |  |  |        |          |        |
|  | 3.               |                  |                   |                   | Skyl. Francoforte | 3            |            |            |  |  |        |          |        |
|  | 6.               | Cologne 99ers    | 2                 |                   |                   |              |            |            |  |  |        |          |        |

| Basketball-Bundesliga 2003-2004    |
| ---------------------------------- |
| Opel Skyliners Frankfurt 1º titolo |

## Formazione vincitrice
| N° | Naz.                   | Ruolo | Sportivo        |  | Alt. |  |
| -- | ---------------------- | ----- | --------------- |  | ---- |  |
| 4  | Israele (bandiera)     | G     | Raphael Török   |  | 197  |  |
| 5  | Stati Uniti (bandiera) | P     | Tyrone Ellis    |  | 196  |  |
| 6  | Croazia (bandiera)     | C     | Mario Kasun     |  | 213  |  |
| 7  | Germania (bandiera)    | C     | Bernd Kruel     |  | 209  |  |
| 8  | Germania (bandiera)    | G     | Robert Garrett  |  | 194  |  |
| 9  | Svezia (bandiera)      | AP    | Ibrahim Diarra  |  | 195  |  |
| 10 | Finlandia (bandiera)   | A     | Jukka Matinen   |  | 202  |  |
| 11 | Germania (bandiera)    | P     | Pascal Roller   |  | 180  |  |
| 12 | Stati Uniti (bandiera) | AP    | Chris Williams  |  | 199  |  |
| 13 | Germania (bandiera)    | C     | Robert Maras    |  | 215  |  |
| 14 | Germania (bandiera)    | G     | Alex King       |  | 200  |  |
| 15 | Senegal (bandiera)     | C     | Malick Badiane  |  | 211  |  |
|    | Germania (bandiera)    | G     | Sebastian Barth |  | 193  |  |
|    | Canada (bandiera)      | All.  | Gordon Herbert  |  |      |  |

## Premi e riconoscimenti
- MVP regular season:  Pascal Roller, Skyliners Frankfurt